# 101383 Karloff
101383 Karloff è un asteroide della fascia principale. Scoperto nel 1998, presenta un'orbita caratterizzata da un semiasse maggiore pari a 2,3473646 UA e da un'eccentricità di 0,1195383, inclinata di 13,38923° rispetto all'eclittica.